# Бабишен Олександр Васильович
Олекса́ндр Васи́льович Баби́шен — підполковник Національної гвардії України.

## Бойовий шлях
23 серпня 2014 року екіпаж БТР, з на той час майором Олександром Бабишеном як навідником, військової частини 3039 Національної гвардії України, у районі Лисичого (Донецька область) розгромив ворожу колону в складі двох БТР, автомобілів КамАЗ і «Урал».
Станом на лютий 2017-го — оперативний черговий чергової служби, з дружиною та донькою проживають у Миколаєві.

## Нагороди
6 жовтня 2014 року — за особисту мужність і героїзм, виявлені у захисті державного суверенітету та територіальної цілісності України, вірність військовій присязі під час російсько-української війни, відзначений — нагороджений орденом «За мужність» III ступеня.